# توم ستيوارت (سياسي)
توم ستيوارت (بالإنجليزية: Tom Stewart)‏ هو محامي وسياسي أمريكي، ولد في 11 يناير 1892 في دنلاب في الولايات المتحدة، وتوفي في 10 أكتوبر 1972 في ناشفيل في الولايات المتحدة. حزبياً، نشط في الحزب الديمقراطي. وقد انتخب المدعي العام ‏ (1923 – 1939) وانتخب عضو مجلس الشيوخ الأمريكي.